# Кудаш, Сайфи Фаттахович
Сайфи́ Куда́ш (настоящее имя — Сайфетдин Фаттахетдинович (Сайфи Фаттахович) Кудашев; тат. Сәйфи Кудаш; тат. Сәйфи Фәттах улы Кудашев; 1894—1993) — татарский поэт и писатель, народный поэт Башкирской АССР (1964), Заслуженный работник культуры РСФСР (1984). Член ВКП(б) с 1939 года.

## Биография
Кудаш Сайфи Фаттахович родился в 1894 году в деревне Кляшево, ныне Чишминского района Башкортостана, в семье крестьянина-середняка, по национальности татарин. Учился три года в Уфе в медресе «Галия». Студенты учились музыке, посещали литературные кружки, выпускали рукописные журналы, для них Сайфи писал свои первые стихи и юморески. Начал писать в 1913 под влиянием Г. Тукая и М. Гафури. В стихах Кудаша звучали мотивы страдания народа, протест против гнета самодержавия («Моя среда», «Мир», «Когда же кончится»), сочувствие к бесправным женщинам («Салима», «Несчастная Муслима»).
После Октябрьской революции работал учителем в школе. В своей родной деревне Кляшево он организовал комитет взаимопомощи, активное участие принимал вместе со своими братьями в клубе в работе драматического кружка.
Юмористические стихи Кудаш печатал в журнале «Кармак» (1916, Оренбург). Стихи были направлены против духовенства, являвшегося тогда вернейшей опорой самодержавия, против религии и религиозных обрядов.
В период между Февральской и Октябрьской пролетарской революциями С. Кудаш перешел к тематике национально-освободительного движения. В 20-е годы XX века когда национальный парламент стал орудием контрреволюционных сил, С. Кудаш в своем творчестве обратился к политически злободневным темам. Стихи «Вперед», «Долой войны», «Земля», «Татарская буржуазия», «Предателям» указывают на поворот писателя к социализму.
Первые сборники стихов — «Песни свободы» («Азатлык җырлары») и «О белобилетниках» («Ак билетлар бәете») вышли на татарском языке в 1917, после Февральской революции.
С 1921 года стихи Сайфи Кудаша «Вместе», «Соха и плуг», «Идут», «Новая деревня», «Песнь селькора» и др. посвящены борьбе с последствиями голода, перестройке сельского хозяйства, организации культурной работы в деревне. Накануне колхозного движения и ликвидации кулачества как класса Кудаш написал ряд стихов и поэм об организации артелей и поднятии урожая.
В начале колхозного движения поэт, под впечатлением исторического письма т. Сталина написал большое стихотворение под названием «Письмо» и «Колхозный марш» (последнее переложено на музыку).
В 1925 году переехал жить в Уфу. В Уфе он близко познакомился с писателями Мажитом Гафури и Сагитом Рамиевым.
В 1930 году он был назначен редактором журнала «Октябрь» (ныне «Агидель»).
Член РАПП. За связь с националистической контрреволюционной организацией «Джидиган» («Большая медведица») был исключен из рядов РАПП. Однако после постановления ЦК от 23/IV 1932 он изменил свои взгляды и переключился на творческую работу в соответствии с решениями партии. Его принимают в СП СССР.
С середины 1930-х годов Сайфи Кудаш полностью посвятил себя литературному творчеству. Написал более 80 книг. Многие из них переведены на другие языки.
Осенью 1942 года в составе башкирской делегации посетил 112-ю Башкирскую кавалерийскую дивизию, которая на тот момент дислоцировалась в Ростовской области. По итогам этой поездки написал очерк "В степях Дона" о башкирских конниках, опубликованный в 1943 году.
В 1941 и 1943—1948 возглавлял Союз писателей Башкирии.
В 1964 году Сайфи Кудашу было присвоено звание народного поэта Башкирской АССР, а в 1985 году за книгу «Стихи и поэмы» он был удостоен премии имени Салавата Юлаева.
Произведения С. Кудаш писал на татарском, башкирском, а также русском языках.
Ушёл из жизни на 99-м году жизни 26 июня 1993 года в Уфе. Похоронен в родном селе Кляшево.

## Основные произведения
- Сборник стихов «Песни свободы» («Азатлык җырлары», 1917 г.)
- Сборник стихов «О белобилетниках» («Ак билетлар бәете», 1917 г.)
- Роман в стихах «Кушкаин» («Кушкаен», 1936—1959).
- Сборники лирических стихотворений «Любовь и ненависть» (1942), «В моём саду» («Минең баҡсамда», 1964), «Стихи» (1974);

«...Я готов для Родины трудиться
Каждой капелькой из года в год.
Влага родника тебе годится?
Так возьми её, родной народ».
- Историко-биографическая повесть «Навстречу весне» (1954)
- Стихи «На безмежных полях», «Артель», «В ожидании весны», «Куколь», «Песнь лебеды», «Праздник урожая». Его произведения для детей — «При помещиках», «Коллективная жизнь», «Будь готов» — переиздавались и в переводе на башкирский язык.
- Песни свободы, Сб. стихов, изд-во бр. Хусаиновых, Уфа, 1917;
- Песни плуга — Сабан җырлары[7], Сб. стихов, Башгиз, Уфа, 1926;
- Герой борьбы — Көрәш батыры, Сб. стихов, Центриздат, М., 1928;
- Коллективная жизнь, Рассказ в стихах для детей, Башгиз, Уфа, 1930;
- В ожидании весны (Яҙҙы ҡаршылағанда). Сб. стихов, Башкиз, Уфа, 1930;
- Поэма «Письмо» («Хат», 1930 г.)
- Сборник стихов «Листопад» («Япраҡтар ҡойылғанда», 1960);
- Сборник стихов «В моем саду» («Минең баҡсамда», 1964);
- Во времена помещиков, Рассказ для детей, Башюниадат, Уфа, 1934;
- Второй шаг, Роман в стихах, 1935
- Вторая молодость, Башюниздат, Уфа, 1934; Свекла Нурулла, поэма, Башюниздат, 1935;
- Две березы, Повесть в стихах, Уфа, Башюнниздат, 1935;
- Сборник стихов «Закон счастья» («Бәхет законы», 1937 г.)
- Сборник стихов «Республика поет» («Республика йырлай», 1940 г.)
- Сборник стихов «Стихи С.Кудаша» («Сәйфи Кудаш шигырьләре», 1941 г.)
- Книга стихов «Призыв» («Саҡырыу», 1942)
- Книга стихов «От всего сердца», («Бөтен йөрәктән», 1943 г.)
- Поэма «Мой односельчанин» («Минем авылдашым», 1943 г.)
- Чаяния татарина, Сб. стихов, изд. то же, Уфа, 1947
- Мемуары «Незабываемые минуты» («Хәтерҙә ҡалған минуттар», 1957 г.)
- Мемуары «По следам юности» («Йәшлек эҙҙәре буйлап», 1964 г.)[8]

Произведения для детей:
- «Когда были бояре» («Баярлар бар чакта», 1928 г.)
- Сборники стихов «Будь готов» («Әзер бул», 1935 г.)
- «Счастливое детство» («Бәхетле балачак», 1935 г.)

## Награды и премии
- орден Ленина (08.06.1955)
- Три ордена Трудового Красного Знамени (28.03.1943; 05.10.1954; 1971)
- орден Дружбы народов (10.10.1974)
- орден «Знак Почёта» (1949)
- народный поэт Башкирской АССР (1964)
- заслуженный работник культуры РСФСР (1984)
- Государственная премия БАССР имени Салавата Юлаева (1985)